# Tanc principal de luptă

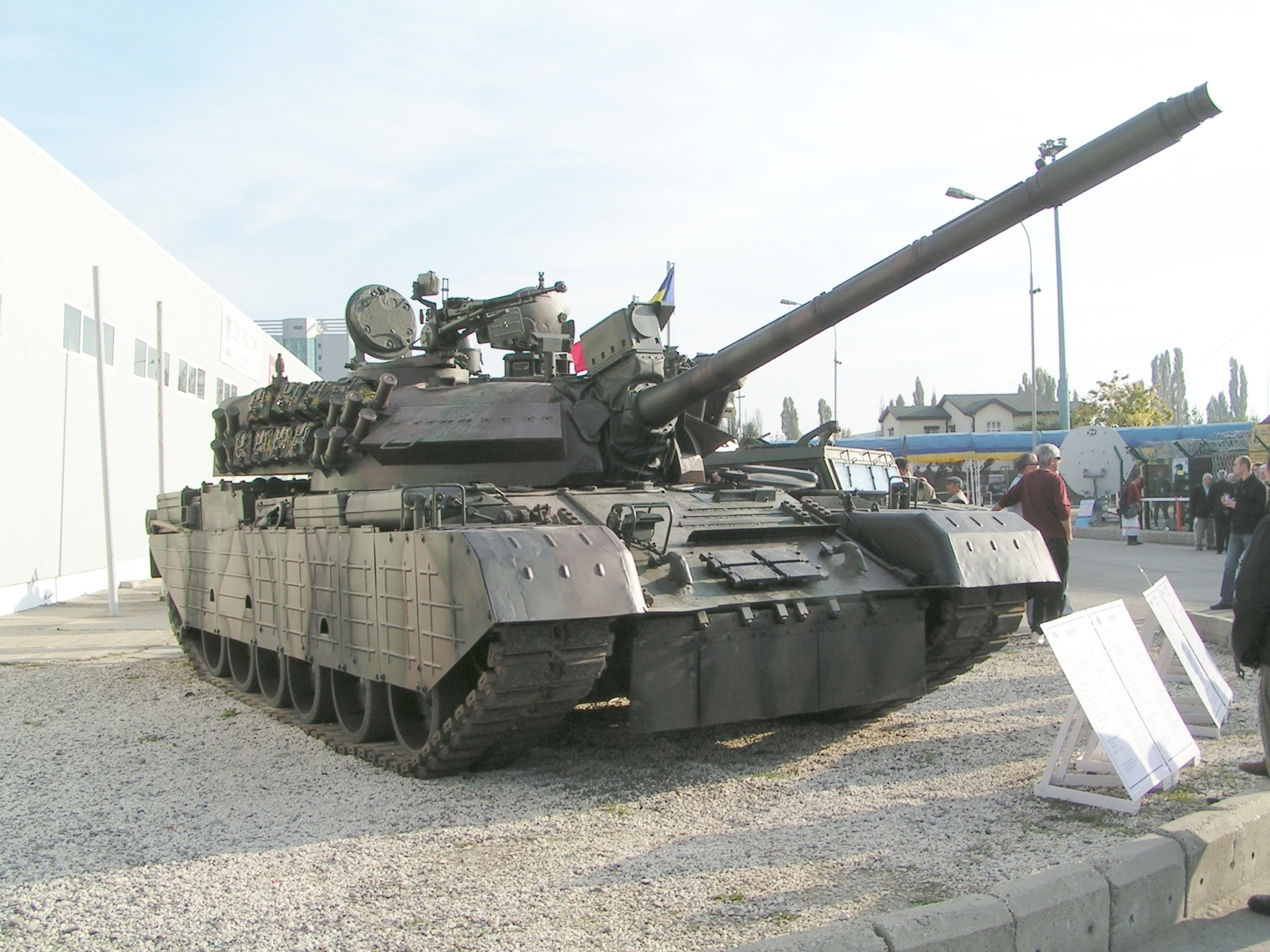
Tanc principal de luptă a Forțelor Terestre Române - TR-85

Tancul principal de luptă este un tip de clasificare a tancurilor: tanc multi-scop, care combină o mare putere de foc, protecție și mobilitate. În acest tip se combină atât mobilitatea și adaptabilitatea la producția în masă a tancurilor medii, cât și nivelul ridicat de protecție cu o mare putere de foc a tancurilor grele.
În ultimii ani, acest tip a înlocuit în mare parte celelalte tipuri de tancuri, iar acest lucru este determinat și de numele său. Pentru multe țări, tancul principal de luptă este singurul tip de tanc, care este disponibil în arsenal.